# 杨光荣
杨光荣（1963年11月—），男，湖南湘潭人，中华人民共和国政治人物。湖南财经学院（现并入湖南大学）财政系专业毕业，西南财经大学财政专业研究生，硕士学历。

## 生平
1985年6月加入中国共产党。历任长沙市财政局财政研究所干部、副科专职督查员、副局长、局长、市社科联副主席等职。2002年4月，任中共长沙市天心区区委书记。2003年12月，任中共长沙经济技术开发区工委书记、长沙县委书记。2008年12月，任湖南省旅游局局长。2013年4月，任中共张家界市委书记。2016年11月，任湖南省人民政府秘书长。2016年12月，任湖南省副省长。
2017年12月，杨光荣调任安徽省人民政府副省长、党组成员。2019年6月至2021年6月，兼任中共阜阳市委书记。2023年1月，杨光荣当选为安徽省人大常委会副主任，不再担任省人民政府副省长。